# Парк „Артилерийски“
Парк „Артилерийски“ е най-новият и модерен парк в Стара Загора. Изграден е през 2015 г. на мястото на бившите артилерийски казарми. Общата му площ е 70 дка, от които 35 000 м2 са тревните паркови площи.
Средата е достъпна за хора с увреждания. В югоизточната част на парка има паркинг за 200 автомобила.

## История
През 2015 г. парк „Артилерийски“ е изграден на териотрията на бившите артилерийски казарми, които Министерството на отбраната прехвърля на общината. През 2019 г. приключва разширението на парка по проект на стойност 4,6 млн. лв.

## Описание

### Флора и фауна
Паркът приютява широко разнообразие от флората – засадени са млади дървета, храсти и сезонни цветя, обособени са два алпинеума.
На територията му се намира мини зоопарк с различни видове птици, спасени от Центъра за диви животни.

### Места за отдих
В централната част на парка се намира най-големият в Стара Загора шадраван. Той е облепен със стъклопластови плочки, а в целия кръг са разположени разпръсквачите за водните ефекти. Отделно са направени сухи шадравани (в западния и южния край) и „японско езеро“ с градина.
На над 1000 м2 площ са разположени детски площадки. Разполага и с площадка за пътна безопасност.
2022 г. е завършено мозаечно пано „Децата – цветята на града“.

### Спортни съоръжения
В парка има четири спортни игрища – за футбол на малки вратички, баскетбол, волейбол, бадминтон и тенис на корт. Разполага с велоалеи, стена за спортно катерене, стрийт фитнес съоръжения (2019 г.) и скейт парк (2022 г. на територия 2 дка, като самото съоръжение обхваща над 800 м2 с две основни секции – „Стрийт“ и „Боул“ на стойност 300 000 лв.).

### Културни съоръжения
В парка се намира открита сцена за провеждане на различни културни прояви, както и многофункционална зала с няколко хиляди места.
Ежегодно се провеждат различни мероприятия, концерти и фестивали. Сред тях са детско-юношеския фолклорен празник „Изворът да не пресъхва“ и ретро парада на коли по повод празника на Стара Загора.